# Австро-Угорщина
А́встро-Уго́рщина (нім. Österreich-Ungarn), часто — Австро-уго́рська імпе́рія (нім. Österreichisch-Ungarische Monarchie) — багатонаціональна конституційна дуалістична монархія та велика держава в Центральній Європі, що існувала у 1867—1918 роках. Військовий і дипломатичний союз, він складався з двох суверенних держав з єдиним монархом, який титулувався одночасно імператором Австрії та королем Угорщини. Австро-Угорщина була останньою фазою в конституційній еволюції монархії Габсбургів: вона була утворена в результаті австро-угорського компромісу 1867 року після австро-прусської війни і була розпущена незабаром після того, як Угорщина розірвала союз з Австрією 31 жовтня 1918 року.
Одна з найбільших європейських держав того часу, Австро-Угорщина була географічно другою за величиною країною Європи і третьою за чисельністю населення (після Російської та Німецької імперії). Займала терени сучасної Австрії та Угорщини, а також Чехії, Словаччини, Хорватії, Словенії, Чорногорії, частини Італії, Польщі, Румунії, Сербії, України. Була одним з найважливіших культурних та економічних центрів Європи. Імперія створила четверту за величиною машинобудівну галузь у світі після Сполучених Штатів, Німеччини та Великої Британії.
В її основі лежала дуалістична монархія, яка була реальною унією між Цислейтанією, північною та західною частинами колишньої Австрійської імперії, та Транслейтанією (Королівством Угорщина). Після реформ 1867 року Австрійська та Угорська держави були рівноправними. Обидві країни проводили єдину дипломатичну та оборонну політику. З цією метою «спільні» міністерства закордонних справ і оборони були збережені під безпосереднім керівництвом монарха, як і третє міністерство фінансів, відповідальне лише за фінансування двох «спільних» бюджетів. Третім компонентом союзу було Королівство Хорватія-Славонія, автономний регіон під угорською короною, який вів переговори про хорватсько-угорське врегулювання в 1868 році. Після 1878 року Боснія і Герцеговина, опинилася під спільним австро-угорським військовим і цивільним управлінням, поки не була повністю анексована в 1908 році, що спровокувало Боснійську кризу.
Австро-Угорщина була однією з центральних держав у Першій світовій війні, яка розпочалася з оголошення Австро-Угорщиною війни Королівству Сербія 28 липня 1914 року. У 1918 році внаслідок поразки у війні розпалась на низку незалежних держав.

## Назва
- А́встро-Уго́рщина (нім. Österreich-Ungarn, угор. Ausztria-Magyarország) — коротка назва. Використовувалася у міжнародних відносинах
- Австро-Угорська монархія (нім. Österreichisch-Ungarische Monarchie вимова [ˌøːstəʁaɪ̯çɪʃ ˌʊŋɡaʁɪʃə monaʁˈçiː] ( прослухати), угор. Osztrák-Magyar Monarchia) — обидві держави (Австрія і Угорщина) є одночасно і об'єднаними (в якихось сферах) і водночас незалежними (в більшості сфер). Офіційна назва[5][6][7] з 14 листопада 1868 року, за рішенням Франца Йосифа I.
- Австрія — неофіційна коротка назва[3].
- Королівства і землі, представлені в Райхсраті та Землі Священної Угорської корони Святого Стефана (нім. Die im Reichsrat vertretenen Königreiche und Länder und die Länder der heiligen ungarischen Stephanskrone, угор. A Birodalmi Tanácsban képviselt királyságok és országok és a Magyar Szent Korona országai) — повна назва, що використовувалася у внутрішній адміністрації.
- Подвійна монархія (нім. Doppel-Monarchie; угор. Dual-Monarchia) — часто використовувана неофіційна назва[3].
- Ц. та К.[en] монархія (нім. k. u. k. Monarchie) — використовувана австрійцями назва[8].
- Австро-Угорська імперія — часто використовувана назва
- Дунайська монархія (нім. Donaumonarchie; угор. Dunai Monarchia) — використовувана австрійцями неофіційна назва.

## Історія

### Утворення Австро-Угорщини
У середині XIX сторіччя багатонаціональна Австрійська імперія перебувала у стані глибокої економічної та політичної кризи.
Під час революції 1848 року Королівство Угорщина закликало до більшого самоврядування, а згодом навіть до незалежності від Австрійської імперії. Угорська революція 1848 року була придушена австрійськими військами за військової допомоги Росії, а рівень автономії, яким користувалася угорська держава, був замінений абсолютистським правлінням з Відня.
У 1860-х роках імперія зазнала двох важких поразок: поразка у Другій італійській війні за незалежність зруйнувала її панування над значною частиною Північної Італії, а поразка в австро-прусській війні 1866 року призвела до розпаду Німецької конфедерації (спадковим президентом якої був імператор Габсбург) і виключення Австрії з німецьких справ, що становило реальну загрозу існуванню імперії Габсбургів. У цій ситуації австрійський уряд запропонував укладення угоди, яка б надавала Угорщині значних автономних прав. 20 березня 1867 року відновлений угорський парламент у Пешті розпочав переговори щодо нових законів, які мали бути прийняті 30 березня. Однак угорські лідери отримали повідомлення, що для того, щоб закони набули чинності на землях Священної корони Угорщини, необхідна офіційна коронація імператора як короля Угорщини 8 червня. 28 липня Франц-Йосиф у своїй новій позиції короля Угорщини схвалив і оприлюднив нові закони, які офіційно поклали початок двоєдиній монархії.
21 грудня 1867 року імператор Франц Йосиф I (1848—1916) затвердив австро-угорську угоду і конституцію Австрії. Австрійська імперія була перетворена на двоєдину (дуалістичну) державу, яка дістала назву Австро-Угорська імперія. Угорщина отримала політичну та адміністративну автономію, власний уряд та парламент — сейм.

### 1866—1878: за межами Малої Німеччини
Австро-прусська війна завершилася Празьким миром (1866), який вирішив «німецьке питання» на користь малонімецького рішення. Граф Фрідріх Фердинанд фон Бюст, який був міністром закордонних справ з 1866 по 1871 рік, ненавидів прусського канцлера Отто фон Бісмарка, який неодноразово перевершував його. Бюст сподівався, що Франція помститься за поразку Австрії, і намагався домовитися з імператором Франції та Італії Наполеоном III про антипрусський альянс, але жодних умов досягти не вдалося. Вирішальна перемога пруссько-німецьких армій у франко-прусській війні та подальше заснування Німецької імперії поклали край усім надіям на відновлення австрійського впливу в Німеччині, і Бюст пішов у відставку.
Після витіснення з Німеччини та Італії, Дуалістична монархія звернулася до Балкан, які були охоплені неспокоєм, оскільки націоналістичні рухи набирали сили і вимагали незалежності. І Росія, і Австро-Угорщина побачили можливість для експансії в цьому регіоні. Росія взяла на себе роль захисника слов'ян і православних християн. Австрія уявляла собі багатоетнічну, релігійно різноманітну імперію під контролем Відня. Граф Дьюла Андраші, угорець, який був міністром закордонних справ у 1871—1879 роках, зробив центральним елементом своєї політики протистояння російській експансії на Балканах і блокування сербських амбіцій домінувати в новій південнослов'янській федерації. Він хотів, щоб Німеччина стала союзником Австрії, а не Росії.
Австро-угорська угода 1867 року не вирішила всіх розбіжностей між окремими частинами імперії. Незадоволеними були насамперед Богемія і Хорватія. З останньою 1868 року, за сприяння Відня, Угорщина уклала угоду, яка на деякий час послабила суперечки. Однак із Богемією домовитися не вдалося. Її представники подали у Райхсрат декларацію, в якій вимагали надання Богемії, Моравії та Сілезії (так званим землям корони Святого Вацлава) прав, аналогічних угорським. Внаслідок тривалої боротьби австрійський уряд був змушений піти на деякі поступки (дозвіл вживання чеської мови в адміністрації та шкільництві, поділ Празького університету на чеський і німецький та інше), однак повністю вирішити всі суперечності не вдалося.

### 1878—1914: Берлінський конгрес, Угорська криза та балканська нестабільність
В 1877 році російський царський уряд оголосив війну Османській імперії в ім'я захисту православних християн. Не маючи можливості виступити посередником між Османською імперією та Росією щодо контролю над Сербією, Австро-Угорщина оголосила нейтралітет. За допомогою Румунії та Греції, Росія перемогла османів і за допомогою Сан-Стефанського договору спробувала створити велику проросійську Болгарію. Цей договір викликав міжнародний резонанс, який ледь не призвів до загальноєвропейської війни.
Берлінський конгрес 1878 року відкотив російську перемогу назад, розділивши велику болгарську державу, яку Росія вирізала з території Османської імперії, і позбавивши будь-яку частину Болгарії повної незалежності від Османської імперії. Конгрес дозволив Австрії окупувати (але не анексувати) провінцію Боснія і Герцеговина, переважно слов'янську територію, для того, щоб отримати вплив на Балканах. Сербія, Чорногорія та Румунія стали повністю незалежними. Тим не менш, Балкани залишилися місцем політичних заворушень, де кипіли амбіції до незалежності і суперництво великих держав. Того ж року, за підтримки Великої Британії, Австро-Угорщина розмістила війська в Боснії, щоб запобігти експансії росіян у сусідню Сербію. Іншим заходом, щоб утримати росіян подалі від Балкан, Австро-Угорщина створила союз, Середземноморську Антанту, з Великою Британією та Італією в 1887 році та уклала пакти про взаємну оборону з Німеччиною в 1879 році та Румунією в 1883 році проти можливого нападу Росії. Після Берлінського конгресу європейські держави намагалися гарантувати стабільність за допомогою складної серії союзів та договорів.
Занепокоєна нестабільністю на Балканах і російською агресією, а також з метою протистояти французьким інтересам у Європі, Австро-Угорщина уклала оборонний союз з Німеччиною в жовтні 1879 року і в травні 1882 року. У жовтні 1882 року Італія приєдналася до цього партнерства в рамках Троїстого союзу, головним чином через імперське суперництво Італії з Францією. Напруженість між Росією та Австро-Угорщиною залишалася високою, тому Бісмарк замінив Союз трьох імператорів на Договір перестраховки з Росією, щоб утримати Габсбургів від необачного початку війни через панславізм. Регіон Новопазарський Санджак перебував під австро-угорською окупацією з 1878 по 1909 рік, коли він був повернутий до складу Османської імперії, перш ніж був остаточно розділений між королівствами Чорногорії та Сербії.
В Угорщині немадярські національності, які становили половину населення, зазнавали дискримінації через шкільне законодавство та виборчі права. На відміну від Австрії, де реформа 1907 року ввела загальне виборче право для чоловіків, в Угорщині цього не було запроваджено до кінця існування Дуалістичної монархії. Станові та майнові привілеї були набагато більш визначальними в Угорщині, ніж в Австрії. Угорський правлячий клас працював у межах своїх політичних можливостей, щоб зробити Угорщину якомога більш незалежною від Австрії, що досягло піку під час Угорської кризи 1905-1906 років. Партія незалежності Угорщини на чолі з Ференцем Кошутом, що виступала за створення самостійної митниці та Національного банку, введення угорської командної мови в австро-угорській армії (з перспективою її поділу) й обмеження зв'язків з Австрією персональною унією, виграла вибори 1905 року. Відмовляючись визнавати результати виборів, Франц Йосип назначає предстравника Ліберальної партії Гезу Феєрварі прем'єр-міністром, що призводить до масових протестів. Однак згодом був досягнутий компроміз, згідно з яким прем'єром став відомий державни діяч Шандор Векерле.
Реагуючи на молодотурецьку революцію, монархія анексувала Боснію і Герцеговину в жовтні 1908 року як спільне володіння Цислейтанії та Транслейтанії під контролем Імперського та Королівського міністерства фінансів, а не приєднала її до жодного з територіальних урядів. Анексія призвела до подальшого загострення відносин Австро-Угорської імперії з Російською імперією, а також до того, що іслам було визнано офіційною державною релігією завдяки мусульманському населенню Боснії. Смерть брата Франца Йосифа, Максиміліана (1867), та його єдиного сина, Рудольфа, зробила племінника імператора, Франца Фердинанда, спадкоємцем престолу. Прокламація, видана з нагоди приєднання цих земель до монархії Габсбургів у жовтні 1908 року, обіцяла конституційні інституції, які мали б забезпечити їхнім мешканцям повні громадянські права та участь в управлінні власними справами за допомогою місцевих представницьких зборів. На виконання цієї обіцянки у 1910 році була прийнята конституція.
Франц Фердинанд планував радикально реформувати Австро-Угорську імперію, створивши напівавтономні штати, кожен з яких представляв би одну з 11 націй імперії. Разом вони мали б утворити велику конфедерацію — Сполучені Штати Великої Австрії.
Головними гравцями в Боснійській кризі 1908-09 років були міністри закордонних справ Австрії та Росії Алоїз фон Еренталь та Олександр Ізвольський. Еренталь почав з припущення, що слов'янські меншини ніколи не зможуть об'єднатися, а Балканська ліга ніколи не завдасть жодної шкоди Австрії. Він відхилив пропозицію Османської імперії про створення союзу, який би включав Австрію, Туреччину та Румунію. Однак його політика відштовхнула болгар, які натомість звернулися до Росії та Сербії. Хоча Австрія не мала наміру розпочинати додаткову експансію на південь, Еренталь заохочував спекуляції на цю тему, сподіваючись, що це паралізує балканські держави. Натомість він підбурював їх до діяльності зі створення оборонного блоку, щоб зупинити Австрію. Серія серйозних прорахунків на найвищому рівні, таким чином, значно посилила ворогів Австрії.

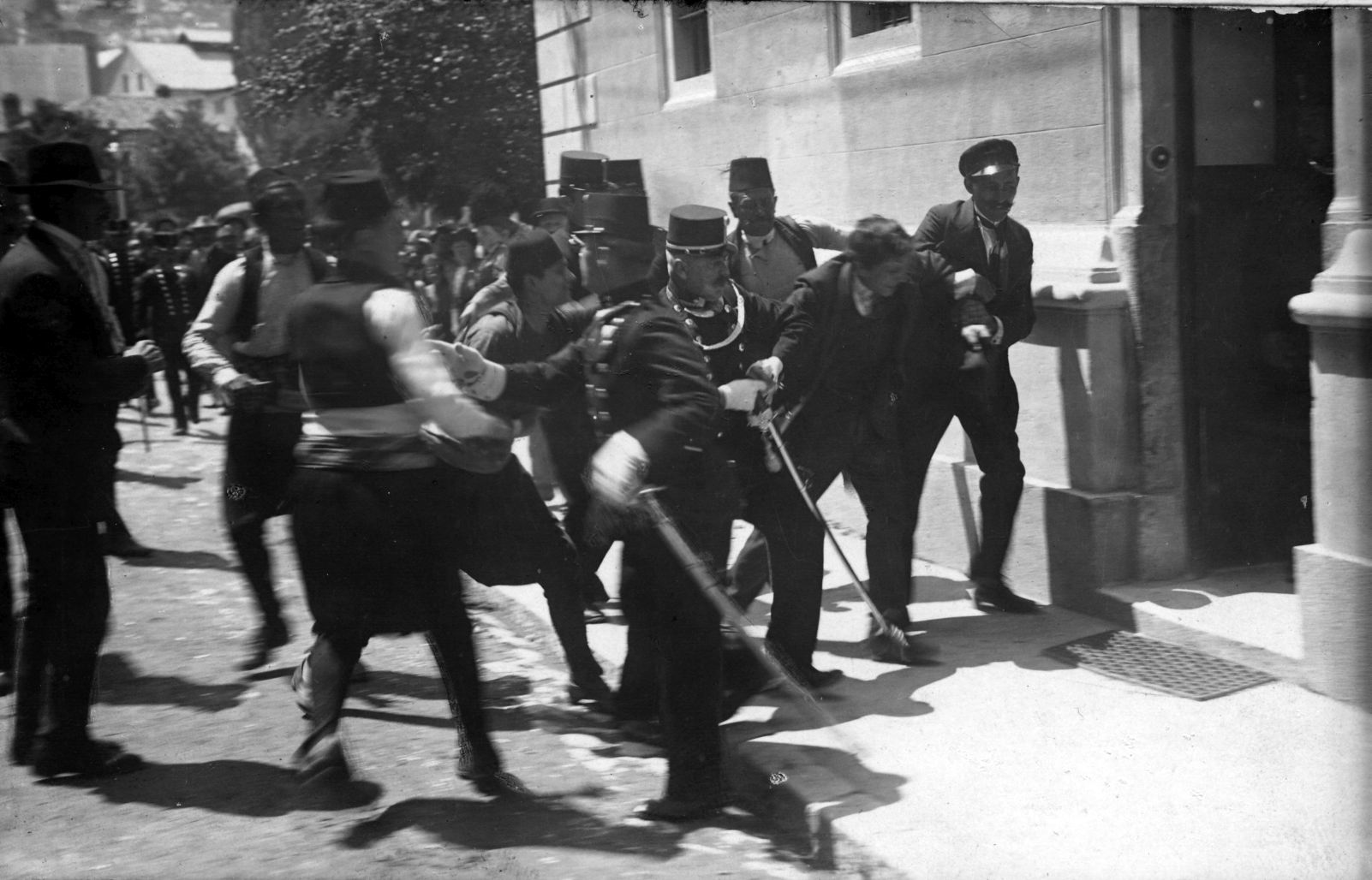
Ця зазвичай асоціюється із захопленням Гаврила Принципа, хоча дехто вважає, що на ній зображений Фердинанд Бер, випадковий свідок.

У 1914 році слов'янські бойовики в Боснії відкинули план Австрії щодо повного поглинання цієї території; вони вбили австрійського спадкоємця і спровокували Першу світову війну.

### 1914—1918: Перша світова війна
Убивство спадкоємця престолу Франца Фердинанда в Сараєво в червні 1914 року призвело до Липневої кризи та оголошення Австро-Угорщиною війни Сербії, що стало початком Першої світової війни.

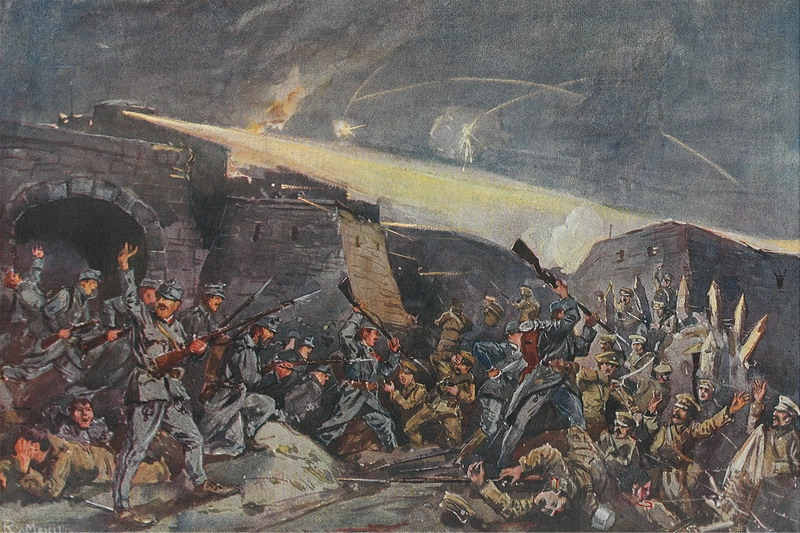
Облога Перемишля у 1915 році

Однак початок війни для Австро-Угорщини виявився вкрай невдалим. Австро-угорській армії довелося відразу ж вести повномасштабну війну на двох фронтах — проти Сербії і проти Росії. Галицьку битву було програно і австро-угорська армія відступила до Карпат. Швидко перемогти Сербію також не вийшло, і вона була окупована лише наприкінці 1915 року за вирішальної участі союзних німецьких військ, а австро-угорські війська без німецької допомоги окупували Чорногорію.
У 1915 році Горлицький прорив німецьких військ і «Великий відступ» російської армії, який послідував за ним, дозволили Австро-Угорщині повернути собі Галичину, але в 1916 році внаслідок Брусиловського прориву становище Австро-Угорщини знову ускладнилося. Також у 1915 році у війну проти Австро-Угорщини вступила Італія, а в 1916 році — Румунія. За допомогою німецьких військ Румунію було швидко переможено, але за німецьку допомогу Австро-Угорщині довелося йти на серйозні поступки і погодитися на створення єдиного з Німеччиною військового командування.
Уже на другий рік війни різко погіршилося постачання міського населення Австро-Угорщини продовольством. Влітку 1916 року у влади Австро-Угорщини посилилося прагнення до миру. У листопаді 1916 року помер старий імператор Франц-Йосиф, імператором став Карл I, який відчайдушно прагнув знайти вихід із тривалої війни. На початку 1917 року він таємно вступив у мирні переговори з Францією, використовуючи як посередника свого родича Сікста Бурбон-Пармського, який був офіцером бельгійської армії. Про цю спробу стало відомо, і влада Австро-Угорщини змушена була виправдовуватися перед Німеччиною.
Після невдалого наступу російських військ у липні 1917 року і австро-угорського контрнаступу, який послідував за ним, Австро-Угорщині з боку Росії вже нічого не загрожувало. Після перемоги Жовтневої революції Східний фронт взагалі перестав існувати, але Берестейський мир і участь австро-угорських військ в окупації значних територій України не змогли переломити ситуацію на користь Австро-Угорщини. Основну турботу для Австро-Угорщини з 1917 року представляв лише італійський фронт, де з перемінним успіхом йшли кровопролитні бої.
Жодні мирні ініціативи Австро-Угорщини та Німеччини вже не могли змінити перебіг війни. Дедалі більшої популярності в країнах Антанти набували вимоги звільнення всіх слов'янських народів від німецького та австрійського панування.

### 1918: Розпад імперії

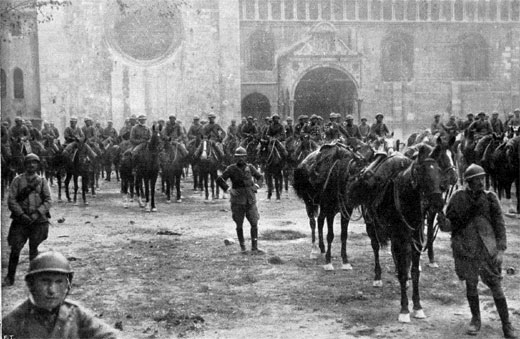
Італійські війська в Тренто 3 листопада 1918 року після битви за Вітторіо Венето. Перемога Італії ознаменувала закінчення війни на Італійському фронті та забезпечила розпад Австро-Угорщини.

1918 року економічна ситуація погіршилася, а невдачі уряду на фронті поклали край народній підтримці війни. Австро-Угорська монархія розпалася з драматичною швидкістю восени 1918 року. Ліві та пацифістські політичні рухи організували страйки на заводах, а повстання в армії стали звичним явищем. З наближенням очевидної перемоги союзників націоналістичні рухи скористалися етнічним обуренням, щоб підірвати соціальну єдність. Військовий крах італійського фронту ознаменував початок повстання для численних етносів, які складали багатонаціональну імперію, оскільки вони відмовилися продовжувати боротьбу за справу, яка тепер здавалася безглуздою. Імператор втратив значну частину своєї влади.
14 жовтня 1918 року міністр закордонних справ барон Іштван Буріан попросив про перемир'я на основі Чотирнадцяти пунктів президента Вудро Вільсона, а через два дні імператор Карл І видав прокламацію («Імператорський маніфест від 16 жовтня 1918 року») про перетворення імперії на федеративний союз, щоб надати етнічним групам децентралізацію та представництво. Однак 18 жовтня державний секретар Сполучених Штатів Роберт Ленсінг відповів, що автономії для національних меншин, яка була десятим пунктом Чотирнадцяти пунктів, вже не вистачає. Насправді, чехословацький тимчасовий уряд приєднався до союзників 14 жовтня. Південні слов'яни в обох половинах монархії вже висловилися за об'єднання з Сербією у велику південнослов'янську державу в Корфській декларації 1917 року, підписаній членами Югославського комітету. Хорвати почали ігнорувати накази з Будапешту на початку жовтня. Відповідь Ленсінга була, по суті, свідоцтвом про смерть Австро-Угорщини.
28 жовтня чеські політики мирно перебрали владу в Празі, а протягом наступних кількох днів це сталося в інших великих містах. 30 жовтня словаки зробили те ж саме. 29 жовтня слов'яни в обох частинах Австро-Угорщини проголосили Державу словенців, хорватів і сербів.
17 жовтня 1918 року угорський парламент проголосував за припинення союзу з Австрією. Найвідоміший противник продовження союзу з Австрією, граф Міхай Карої, захопив владу в результаті революції айстр 31 жовтня. Карл був майже змушений призначити Карого прем'єр-міністром Угорщини. Одним з перших кроків Карої стала офіційна денонсація компромісної угоди 31 жовтня, що фактично розірвала персональну унію з Австрією і, таким чином, офіційно розпустила Австро-Угорську державу.
Наприкінці жовтня від імперії Габсбургів не залишилося нічого, окрім придунайських та альпійських провінцій, де більшість населення становили німці, і навіть там влада Карла оскаржувалася німецько-австрійською державною радою. Останній прем'єр-міністр Австрії Генріх Ламмаш дійшов висновку, що позиція Карла є неспроможною. Ламмаш переконав Карла, що найкращим курсом було б відмовитися, принаймні тимчасово, від свого права здійснювати суверенну владу. 11 листопада Карл видав ретельно сформульовану прокламацію, в якій визнав право австрійського народу визначати форму держави і «відмовився від будь-якої участі» в державних справах Австрії. Наступного дня після того, як він оголосив про свій вихід з австрійської політики, Німецько-австрійська національна рада проголосила Республіку Німецька Австрія. Карої наслідував її приклад 16 листопада, проголосивши Угорську Демократичну Республіку.
19 жовтня була проголошена Західноукраїнська Народна Республіка, що в червні-липні 1919 року буде захоплена Польською Республікою. Загалом етнічні українські землі Австро-Угорщини станом на 1920 рік були розділені між трьома державами: Закарпатська Україна опинилася під владою Праги, Буковина — Бухареста, Галичина — Варшави.

## Державний устрій
На чолі Австро-Угорської імперії стояв австрійський імператор з династії Габсбургів, який одночасно мав титул короля Угорщини. Формально його влада була обмежена Райхсратом в Австрії та сеймом в Угорщині. За положеннями нової австрійської конституції Райхсрат — двопалатний парламент — складався з Палати шляхти і Палати послів (всього — 525 осіб). До Палати шляхти, крім спадкових членів, імператор міг призначати довічних членів. Ними, зокрема, були митрополит Андрей Шептицький та письменник Василь Стефаник.
Палата послів формувалася за допомогою виборів від окремих провінцій. Виборче право було обмежено майновим і віковим цензом та куріальною системою. 1873 року було запроваджено прямі вибори від трьох курій (1 — великої земельної власності, 2 — торгово-промислових палат, 3 — більших міст) крім сільської (включно з малими містами). Внаслідок зниження майнового цензу для міських і сільських курій з 10 до 5 гульденів річного прямого податку, 1882 року значно зросла кількість виборців, однак уряд відмовився запровадити загальне виборче право.
Чергова виборча реформа 1896 року встановила 5-у курію, що мала обиратися на основі загального виборчого права (посилала в парламент 72 депутати). 1907 року було запроваджено загальне виборче право для чоловіків віком від 24 р. і ліквідовано куріальну систему виборів. Спільними для всієї імперії були 3 міністерства: закордонних справ, військове та морське і міністерство фінансів. Законодавча влада щодо спільних справ обох частин держави здійснювалася спеціальними «делегаціями», які скликалися щорічно по черзі у Відні та Будапешті. До їхнього складу входили по 60 делегатів від Райхсрату та Сейму. Видатки на загальноімперські потреби розподілялися пропорційно для обох частин імперії, за спеціально укладеною угодою. 1867 року квота встановлювалася у 70 % для Австрії і 30 % — для Угорщини.

## Територія

Австро-Угорщина. 1878—1918 роки: 1. Богемія, 2. Буковина, 3. Каринтія, 4. Крайна, 5. Далмація, 6. Галичина та Володимирія, 7. Австрійське Примор'я, 8. Нижня Австрія, 9. Моравія, 10. Зальцбург, 11. Австрійська Сілезія, 12. Штирія, 13. Тіроль, 14. Верхня Австрія, 15. Форарльберґ, 16. Угорщина, 17. Хорватія і Славонія, 18. Боснія і Герцеговина.

Територія Австро-Угорської імперії становила 676 545 км².
В адміністративно-географічному плані поділялася на дві частини: Цислейтанію — до річки Лейти, по якій раніше проходив фактичний кордон між Австрією та Угорщиною, й Транслейтанію — Землі корони Святого Стефана.
В адміністративному плані Австро-Угорщина ділилася на такі складові частини (коронні землі):
| Цислейтанія (землі австрійської корони;Територія — 351 204 км²): | Цислейтанія (землі австрійської корони;Територія — 351 204 км²): | Цислейтанія (землі австрійської корони;Територія — 351 204 км²): | Цислейтанія (землі австрійської корони;Територія — 351 204 км²):                          | Цислейтанія (землі австрійської корони;Територія — 351 204 км²): |
| ---------------------------------------------------------------- | ---------------------------------------------------------------- | ---------------------------------------------------------------- | ----------------------------------------------------------------------------------------- | ---------------------------------------------------------------- |
| Богемське королівство                                            | Далмацьке королівство                                            | Королівство Галичини та Володимирії                              | Буковинське герцогство                                                                    | Ерцгерцогство Нижня Австрія                                      |
| Ерцгерцогство Верхня Австрія                                     | Каринтійське герцогство                                          | Крайнинське герцогство                                           | Зальцбурзьке герцогство                                                                   | Герцогство Верхня і Нижня Сілезія (Австрійська Сілезія)          |
| Штирійське герцогство                                            | Моравське маркграфство                                           | Княжий округ Тіроль: (Земля Форарльберг)                         | Австрійське Примор'я: (Княжий округ Гориця і Градишка, Місто Трієст, Маркграфство Істрія) |                                                                  |
| Транслейтанія (землі угорської корони; Територія — 325 411 км²): |                                                                  |                                                                  |                                                                                           |                                                                  |
| Угорське королівство                                             | Королівство Хорватія і Славонія                                  | Місто Фіуме                                                      |                                                                                           |                                                                  |
| Боснія і Герцеговина (з 1908).                                   |                                                                  |                                                                  |                                                                                           |                                                                  |

## Населення

Етнічна карта Австро-Угорщини.

Австро-Угорщина була багатонаціональною державою, в якій у 1908 році проживало 50 293 000 осіб 25 націй та народностей. Найчисельнішими з них були німці, угорці, чехи, українці, поляки, словаки, хорвати та румуни. Українців 1910 року налічувалось 4,178 млн осіб, що становило 8 % населення імперії. Крім них було також понад 400 тисяч латинників (обернених на католицизм українців) та пословачених українців.
Зі зростанням капіталістичної економіки на національних краях, зокрема в Чехії, посилилися національні суперечності. Тому національне питання в Австро-Угорщині було віссю політичного життя. Панівні класи розглядали Боснію, Галичину, Словаччину та інші слов'янські краї як колонії (див. Реакція і спроби реформ). В економічному і культурному житті Галичини панувала польська шляхта, на яку спирався австрійський уряд.
Існування українців на Закарпатті взагалі не визнавалося угорською владою. 1868 року сейм у Будапешті оголосив усе населення краю угорською нацією. На Буковині та Галичині становище було дещо кращим. На цих землях виникли й успішно розвивалися українські культурно-просвітницькі організації («Просвіта», Наукове товариство імені Шевченка) та політичні партії, українські представники були у рейхсраті та провінційних сеймах. Однак і тут українці перебували у нерівноправному становищі. У Галичині влада фактично належала полякам, а на Буковині — німцям та румунським боярам. Офіційною мовою в Галичині була польська, а на Буковині — німецька.

### Найбільші міста[27]
Цислейтанії
| Номер | Сучасна назва | Тогочасна офіційна назва | Інші тогочасні назви                                    | Сучасна країна | Населення (1910) |
| ----- | ------------- | ------------------------ | ------------------------------------------------------- | -------------- | ---------------- |
| 1.    | Відень        | нім. Wien                | угор. Bécs (використовувалася в угорському діловодстві) | Австрія        | 2,083,630        |
| 2.    | Прага         | нім. Prag                | чеськ. Praha                                            | Чехія          | 668,000          |
| 3.    | Трієст        | нім. Triest              | італ. Trieste, словен. Trst                             | Італія         | 229,510          |
| 4.    | Львів         | нім. Lemberg             | укр. Львів, пол. Lwów                                   | Україна        | 206,113          |
| 5.    | Краків        | нім. Krakau              | пол. Kraków                                             | Польща         | 151,886          |
| 6.    | Грац          | нім. Graz                | словен. Gradec                                          | Австрія        | 151,781          |
| 7.    | Брно          | нім. Brünn               | чеськ. Brno                                             | Чехія          | 125,737          |
| 8.    | Чернівці      | нім. Czernowitz          | укр. Черновиці, рум. Cernăuți                           | Україна        | 87,100           |
| 9.    | Пльзень       | нім. Pilsen              | чеськ. Plzeň                                            | Чехія          | 80,343           |
| 10.   | Лінц          | нім. Linz                | чеськ. Linec                                            | Австрія        | 67,817           |

Транслейтанії
| Номер | Сучасна назва | Тогочасна офіційна назва | Інші тогочасні назви                               | Сучасна країна | Населення |
| ----- | ------------- | ------------------------ | -------------------------------------------------- | -------------- | --------- |
| 1.    | Будапешт      | нім. і угор. Budapest    | хорв. Budimpešta, рум. Budapesta, словац. Budapešť | Угорщина       | 1,232,026 |
| 2.    | Сегед         | угор. Szeged             | нім. Szegedin, серб. Segedin/Сегедин               | Угорщина       | 148,869   |
| 3.    | Суботиця      | угор. Szabadka           | нім. Maria-Theresianopel, серб. Subotica/Суботица  | Сербія         | 94,610    |
| 4.    | Дебрецен      | угор. Debrecen           | нім. Debrezin                                      | Угорщина       | 90,764    |
| 5.    | Загреб        | угор. Zágráb             | нім. Agram, хорв. Zagreb                           | Хорватія       | 79,038    |
| 6.    | Братислава    | угор. Pozsony            | нім. Pressburg, словац. Prešporok                  | Словаччина     | 78,157    |
| 7.    | Мішкольц      | угор. Miskolc            | нім. Mischkolz, словац. і чеськ. Miškovec          | Угорщина       | 76,207    |
| 8.    | Тімішоара     | угор. Temesvár           | нім. Temeswar, рум. Timișoara                      | Румунія        | 72,555    |
| 9.    | Орадя         | угор. Nagyvárad          | нім. Großwardein, рум. Oradea Mare                 | Румунія        | 64,169    |
| 10.   | Арад          | угор. Arad               | нім. і рум. Arad, серб. Arad/Арад                  | Румунія        | 63,166    |
| 11.   | Клуж-Напока   | угор. Kolozsvár          | нім. Klausenburg, рум. Cluj                        | Румунія        | 62,733    |